# Quebrada Los Loros
La quebrada Los Loros es un curso de agua intermitente que fluye en la Región de Coquimbo, es costera y desemboca en el océano Pacífico al sur de la desembocadura del río Limarí.

## Historia
Luis Risopatrón la describe en su Diccionario Jeográfico de Chile: 504 
Loros (Quebrada de los) 30° 47' 71° 42'. Es de corta estension, corre hácia el W i desemboca en la ribera del mar, al S de la boca del valle del Limarí. 1, VII, p. 56; i 129.